# Samuil Friedrich Halberg
Samuil Friedrich Iwanowitsch Halberg (russisch Самуил Фридрих Иванович Гальберг; * 2. Dezemberjul. / 13. Dezember 1787greg. auf dem Gutshof Kattentack; † 10. Maijul. / 22. Mai 1839greg. in St. Petersburg) war ein schwedisch-russischer Bildhauer des russischen Klassizismus und Hochschullehrer.

## Leben
Halberg, Sohn eines Schweden, studierte 1795–1808 an der St. Petersburger Akademie der Künste bei Iwan Petrowitsch Martos. Er erhielt vier Silbermedaillen für seine Erfolge beim Zeichnen und Modellieren, eine Senator-Murawjow-Goldmedaille, die Kleine Goldmedaille und zum Abschluss des Studiums für sein Basrelief die Große Goldmedaille. 1818–1828 arbeitete er als Stipendiat der St. Petersburger Akademie der Künste in Rom, wo er den Ratschlägen Bertel Thorvaldsens folgte. Halberg schuf für Großfürst Michael Pawlowitsch eine Kolossalstatue des Achilleus als Pendant zum Hektor Michail Krylows, der mit ihm in Rom war.
Nach seiner Rückkehr 1828 nach St. Petersburg lehrte Halberg Bildhauerei an der Akademie als Adjunkt. 1831 folgte die Ernennung zum Professor 2. Klasse und 1836 die Ernennung zum Professor ohne Festlegung auf ein Programm. Einer seiner Schüler war Nikolai Pimenow.
Halberg war mit der Tochter des Bildhauers Wassili Iwanowitsch Demut-Malinowski verheiratet. Halberg wurde in St. Petersburg auf dem lutherischen Abschnitt des Wolkowo-Friedhofs begraben.

## Werke

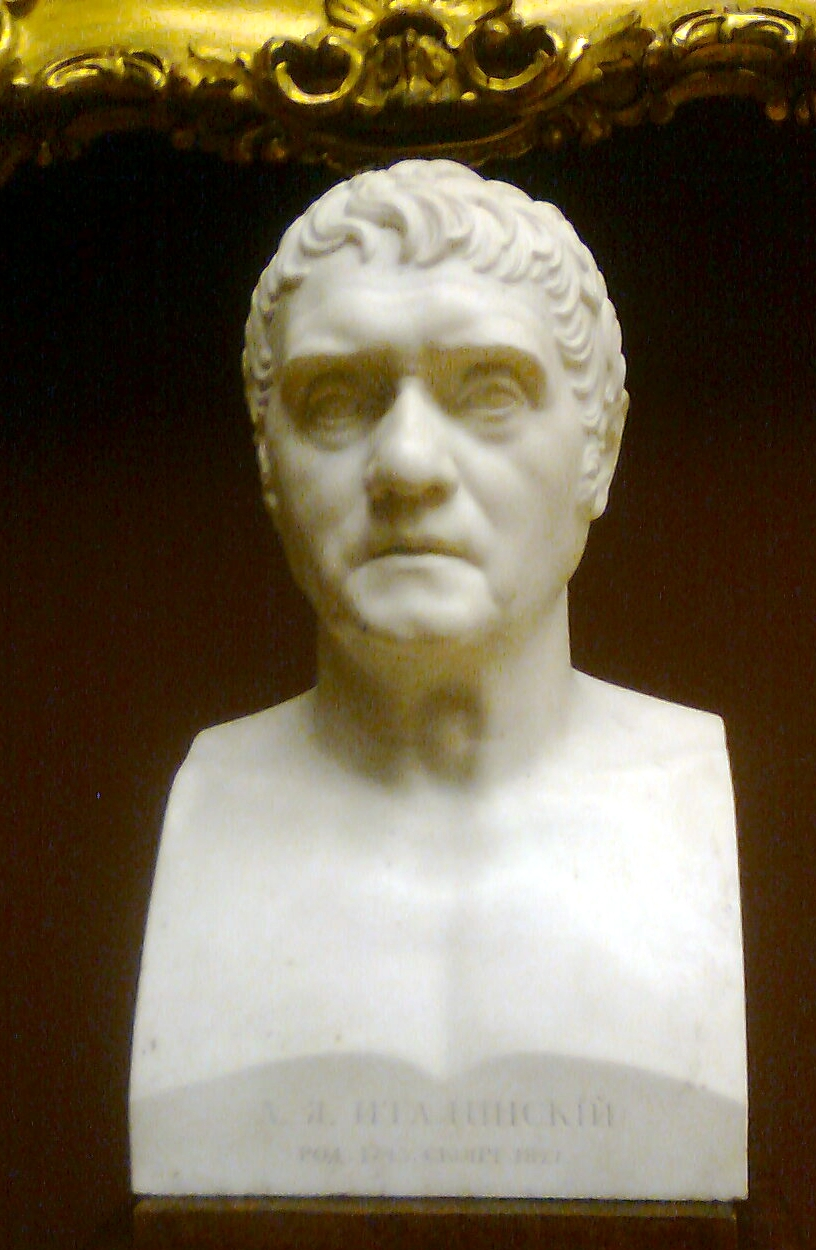
Andrei Jakowlewitsch Italinski (1823), Russisches Museum
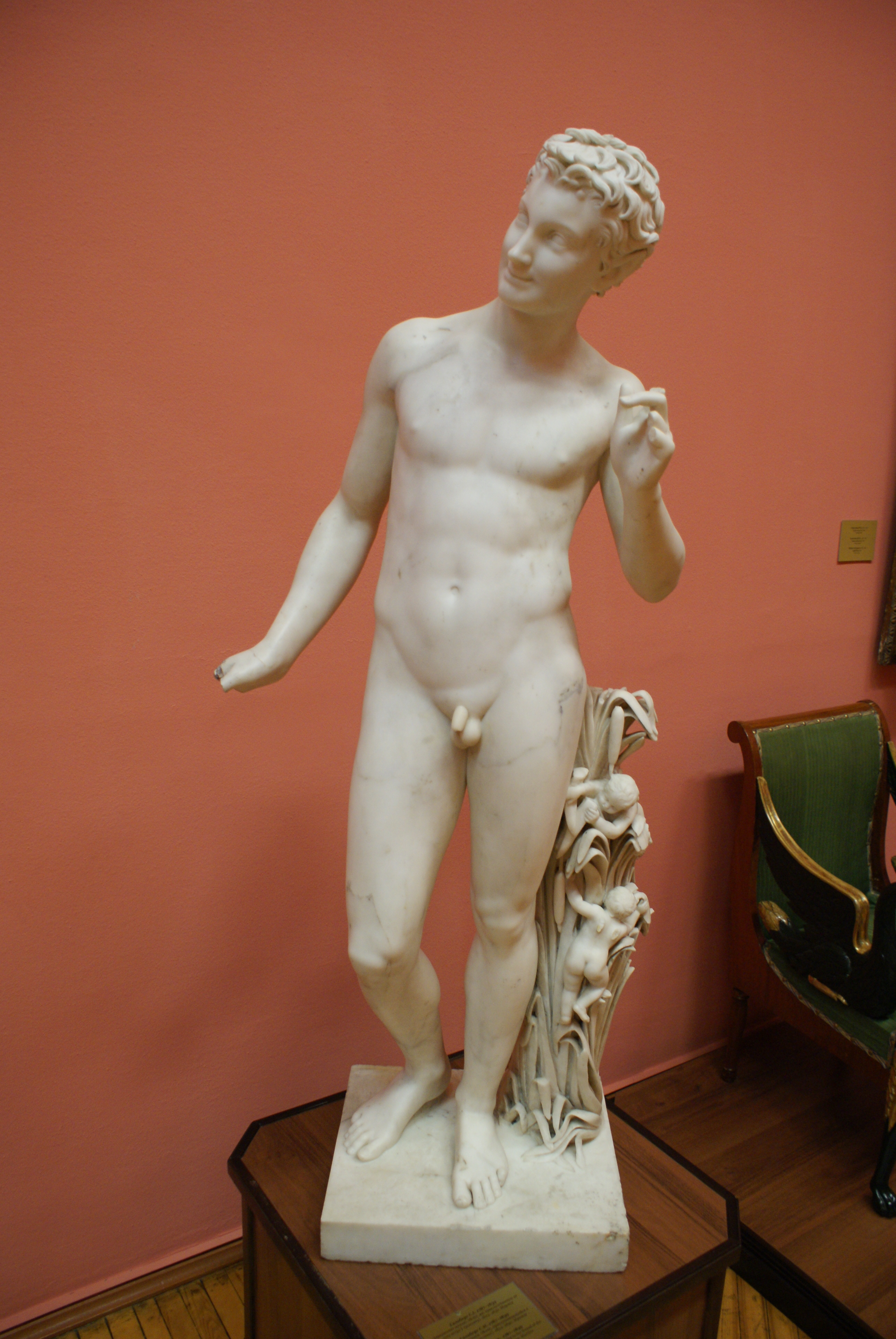
Faun, dem Wind lauschend, Gips 1825, Russisches Museum, Marmor 1830, Nationales Kunstmuseum der Republik von Weißrussland
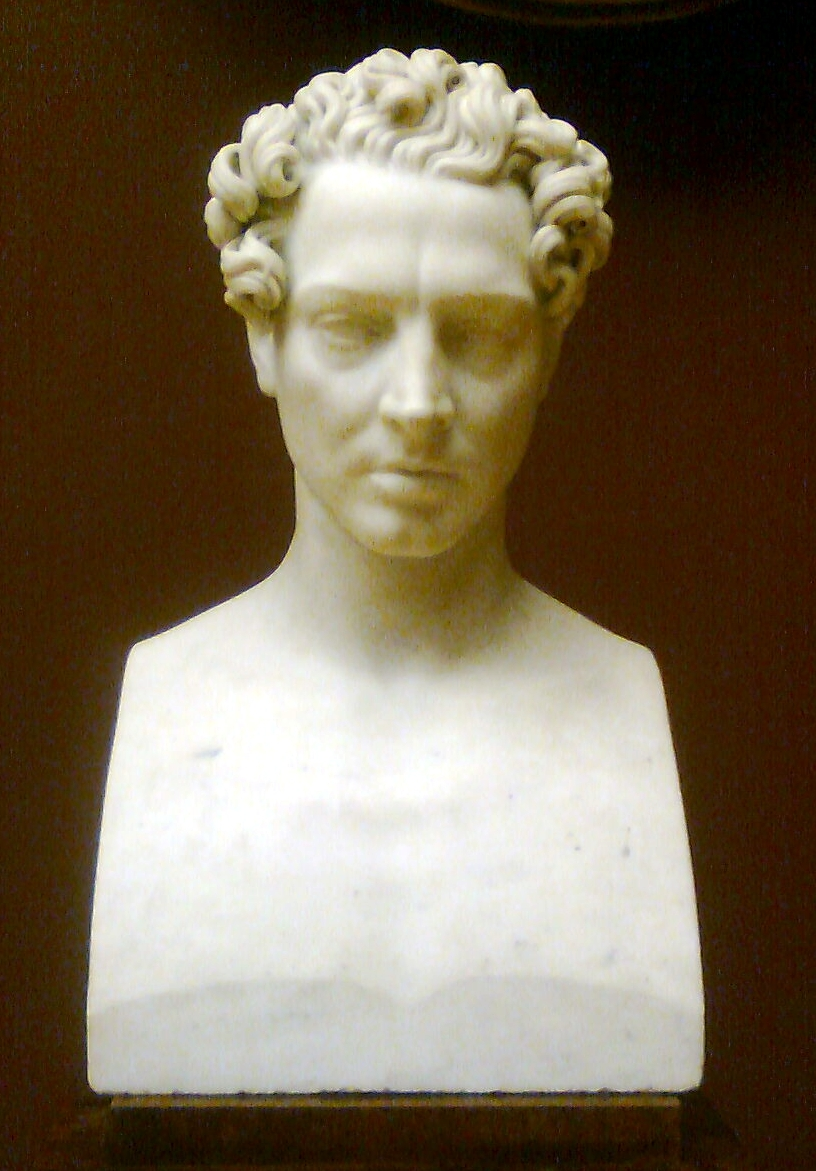
Wassili Alexejewitsch Perowski (1829), Russisches Museum
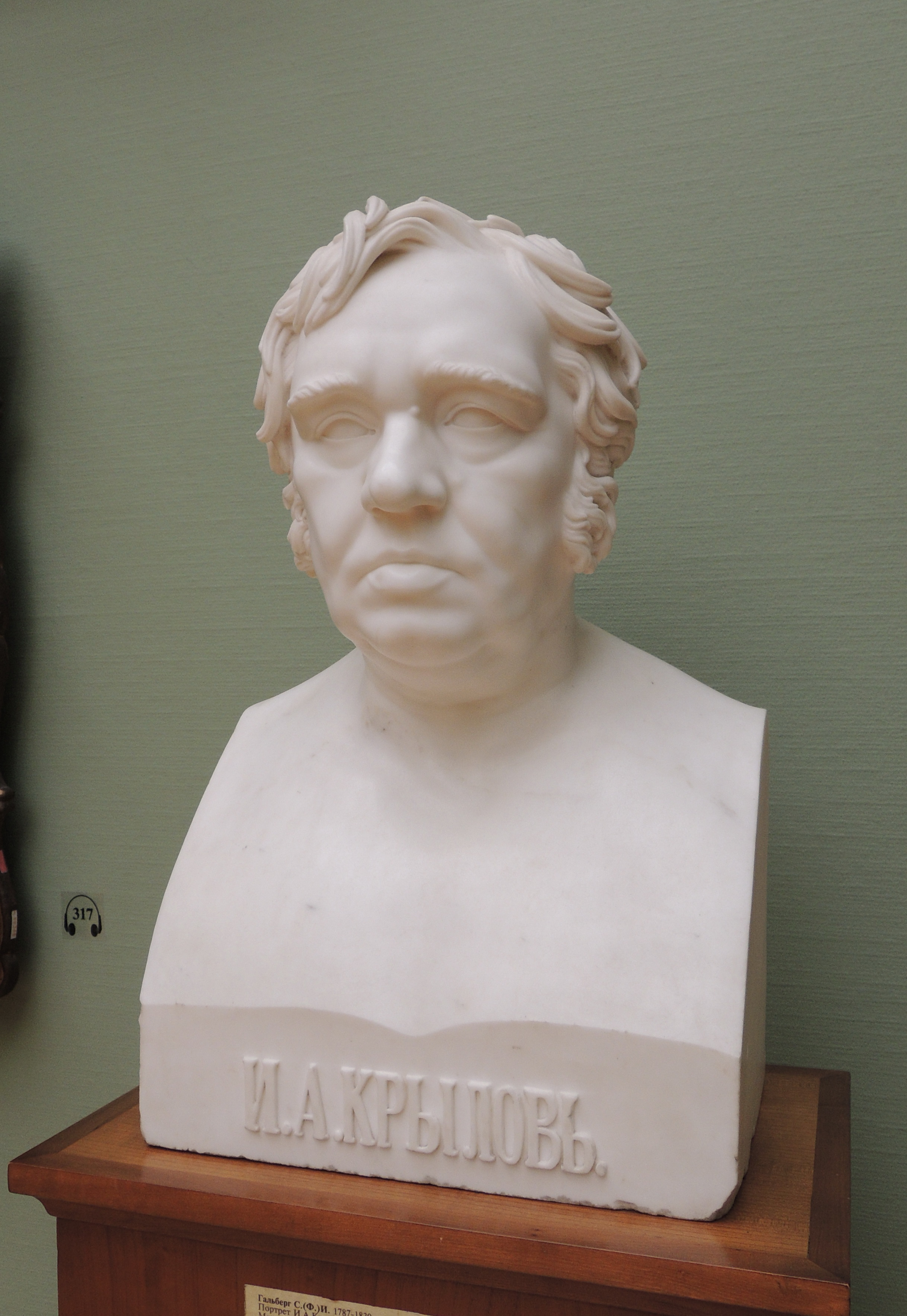
Iwan Andrejewitsch Krylow (1830), Tretjakow-Galerie
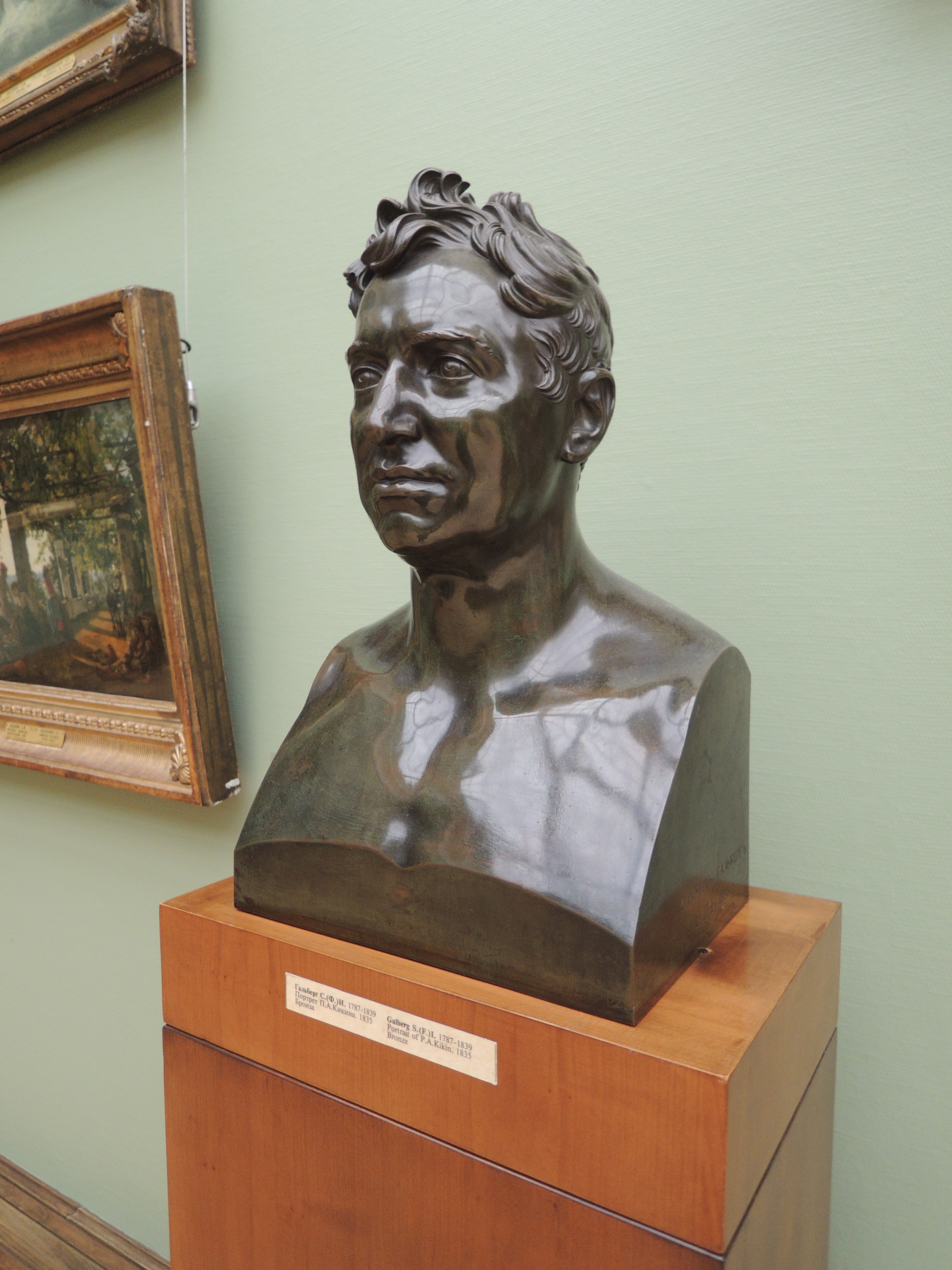
Pjotr Andrejewitsch Kikin (1835), Tretjakow-Galerie
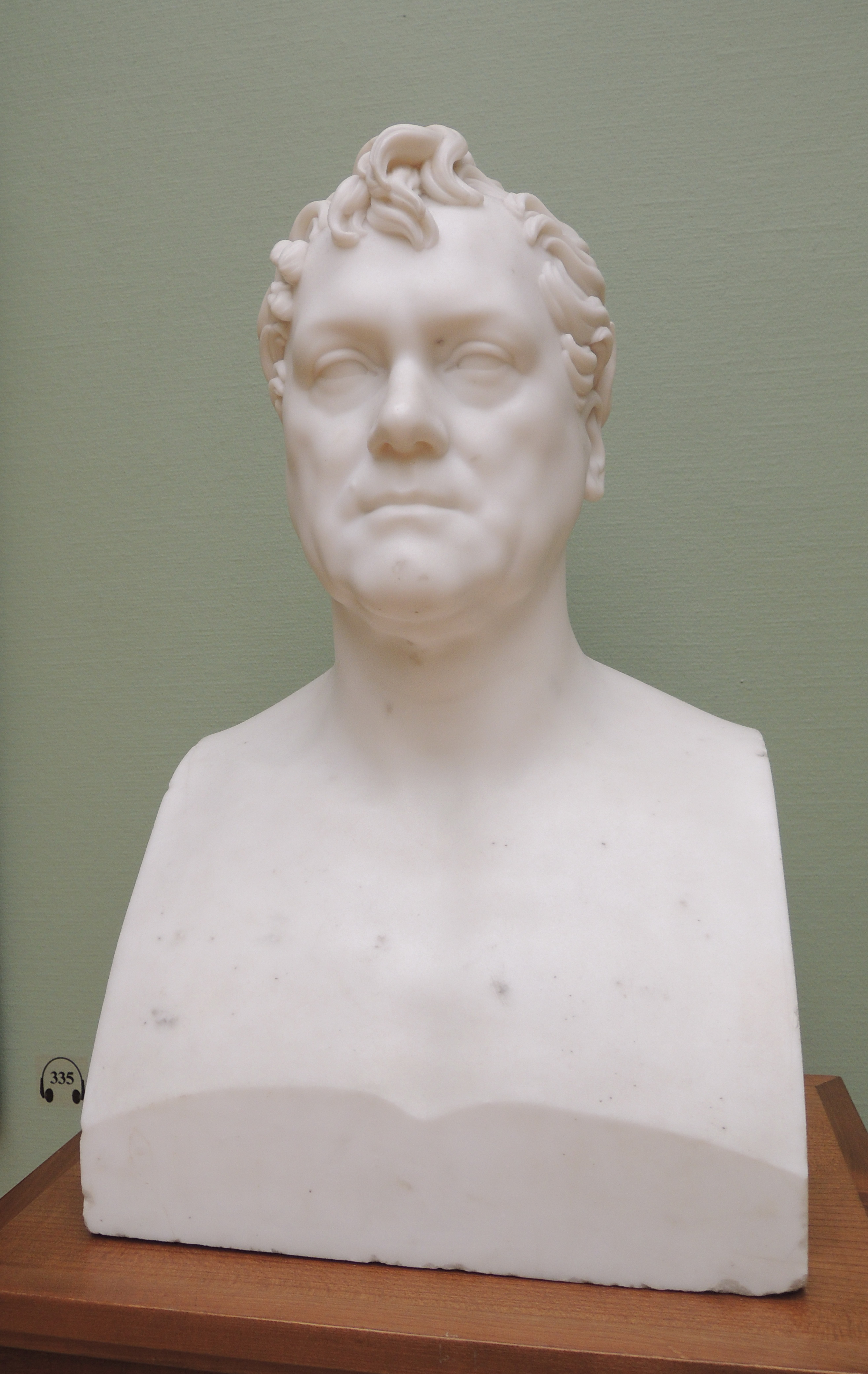
Dmitri Wladimirowitsch Golitzyn (1835), Tretjakow-Galerie
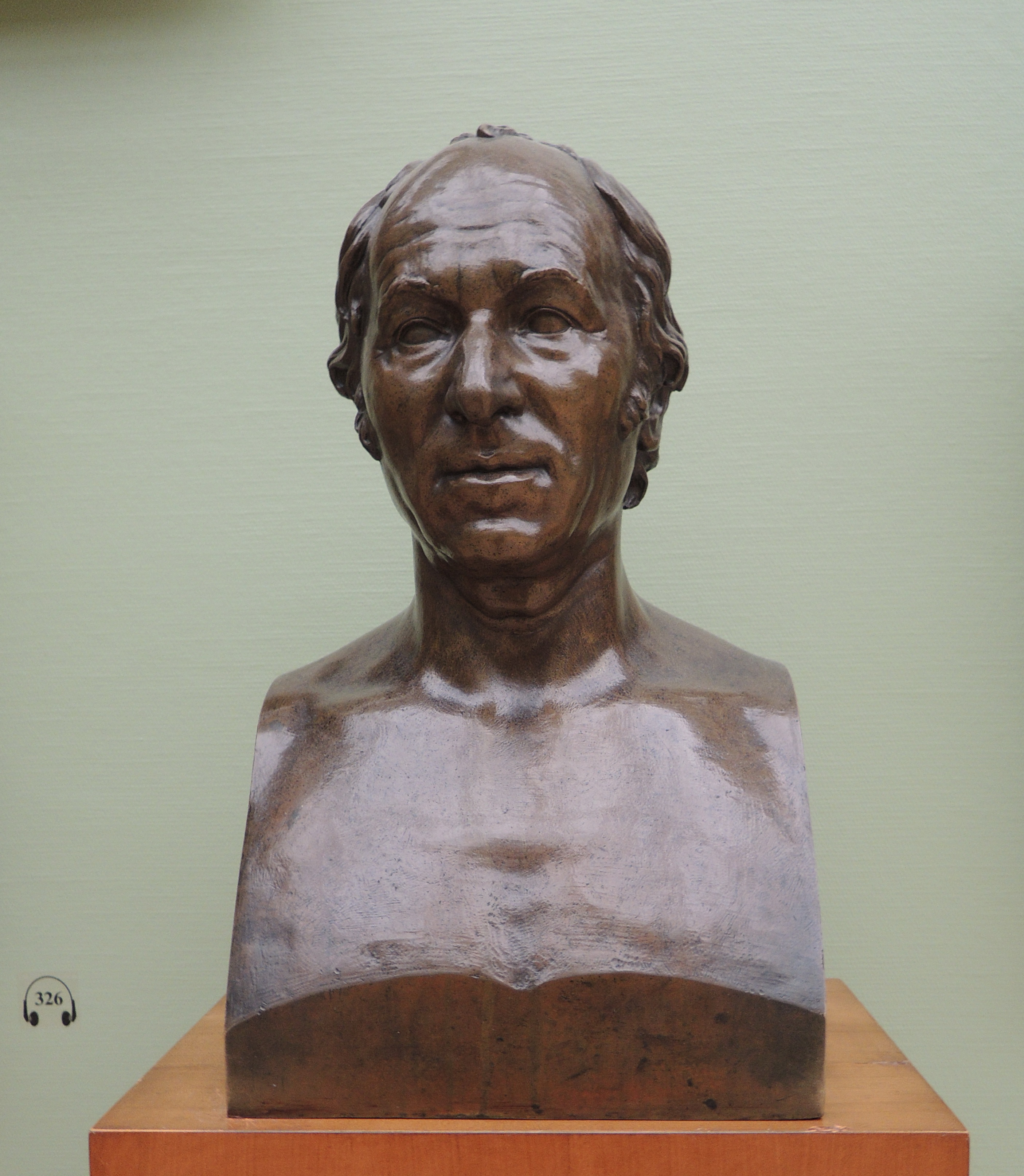
Iwan Petrowitsch Martos (1837), Tretjakow-Galerie
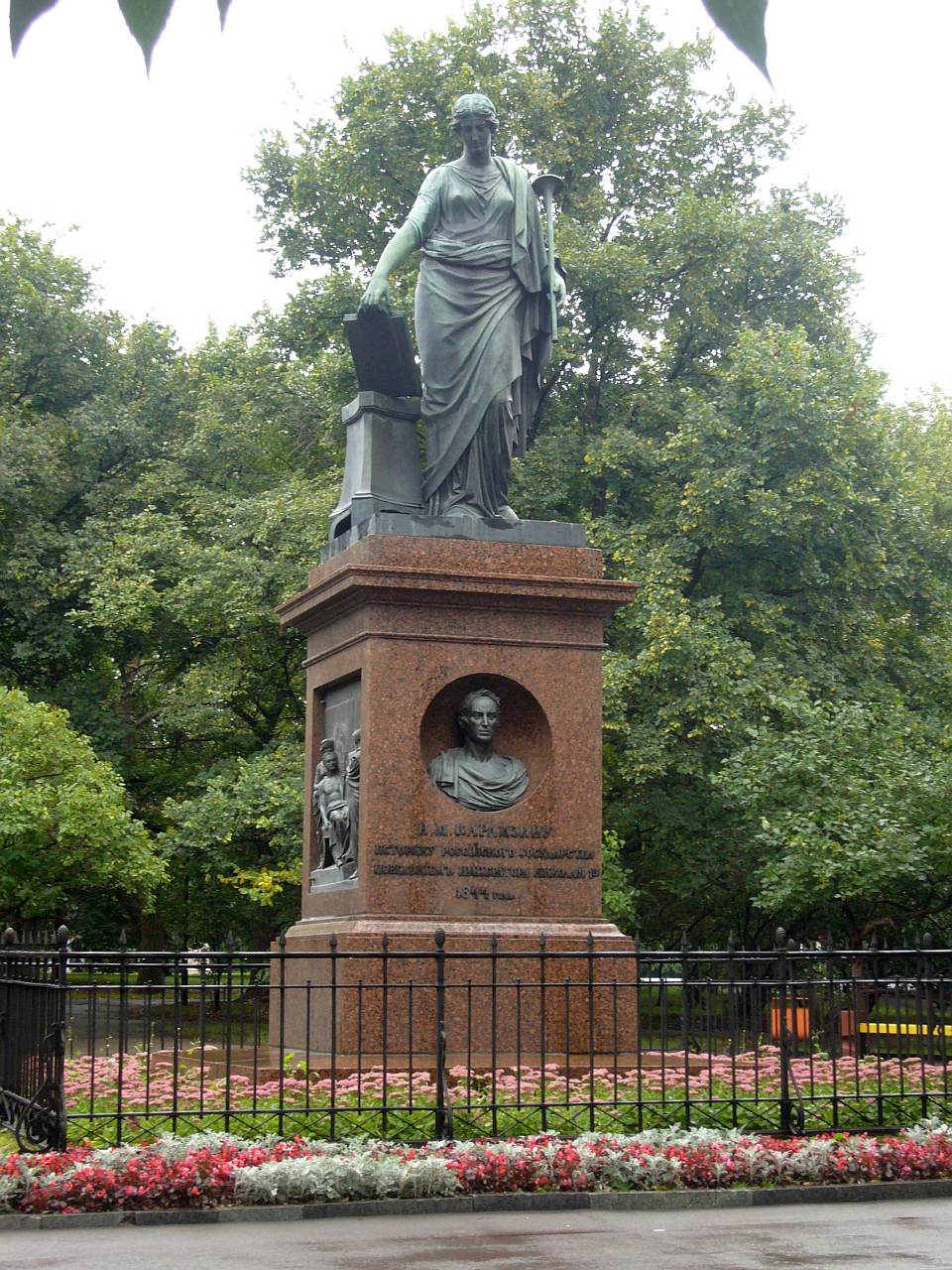
Karamsin-Denkmal (1836, eingeweiht 1844), Uljanowsk